# Apsilocephala longistyla
Espèce
Apsilocephala longistyla est une espèce d'insectes diptères de la famille des Apsilocephalidae ou de la famille des Bombyliidae selon les classifications. C'est le seul représentant du genre Apsilocephala.